# Републикански път III-5503
Републикански път IIІ-5503 е третокласен път, част от Републиканската пътна мрежа на България, преминаващ по територията на Сливенска и Ямболска област. Дължината му е 35,4 km.
Пътят се отклонява наляво при 100,7 km на Републикански път II-55 в центъра на село Радево и се насочва на изток през най-източната част на Горнотракийската низина, покрай югозападното подножие на Светиилийските възвишения. След като премине последователно през селата Сокол и Еленово, навлиза в Ямболска област минава през село Златари и чрез много ниска седловина преодолява Светиилийските възвишения и навлиза в Ямболското поле. Тук преминава през селата Бояджик и Болярско и югозападно от град Ямбол се свързва с Републикански път III-536 при неговия 5,6 km.
| Пътища, отклоняващи се надясно (населено място, № на пътя, посока на пътя) | km   | Пътища, отклоняващи се наляво (посока на пътя, № на пътя, населено място) |
| -------------------------------------------------------------------------- | ---- | ------------------------------------------------------------------------- |
| Община Нова Загора, Област Сливен, II-55, 100,7 km, с. Радево ←            | 0,0  | ← с. Радево, 100,7 km, II-55, Област Сливен, Община Нова Загора           |
| с. Сокол                                                                   | 3,2  | с. Сокол                                                                  |
| (за с. Млекарево) общински път, с. Еленово ←                               | 8    | с. Еленово                                                                |
| (за с. Прохорово) общински път ←                                           | 9,4  |                                                                           |
| Община Тунджа, Област Ямбол                                                | 11,5 | Област Ямбол, Община Тунджа                                               |
| с. Златари                                                                 | 13,1 | с. Златари                                                                |
| (до с. Скалица) III-6601, 22,8 km ←                                        | 17,3 | ← 22,8 km, III-6601 (от 4,2 km на II-66)                                  |
| с. Бояджик                                                                 | 21,6 | с. Бояджик                                                                |
| с. Болярско                                                                | 27,6 | с. Болярско                                                               |
| (до 125,1 km на II-55) III-536, 5,6 km ←                                   | 35,4 | ← 5,6 km, III-536 (от гр. Ямбол)                                          |